# スローン (バンド)
スローン（Sloan）は、カナダ・トロントを拠点として活動するロック/パワー・ポップバンドである。1991年にハリファックスで結成され、現在も活動中である。
メンバーは楽器は基本的に決まっているが、ライブでは担当する楽器を変えたりすることがある。また、全員ボーカルという珍しいバンドである。カナダの国民的人気バンドである。2枚目のアルバム "Twice Removed" は本国ではカナダ史上最高のアルバムと絶賛された（カナダの音楽雑誌 "Chart" において1996年と2005年の2度、"Top 50 Canadian Albums Of All Time" の1位にランクイン）。カナダのグラミー賞と言われるジュノー賞にはこれまで9回ノミネートされており、1997年にはアルバムワン・コード・トゥ・アナザーがベスト・オルタナティブ・アルバムを受賞している。2017年、カナダCBCミュージック (CBC Music)が選ぶカナダのバンドベスト100の第4位に選ばれた。

## メンバー
- ジェイ・ファーガソン（Jay Ferguson）- ギター、ヴォーカル、ベース
- クリス・マーフィー（Chris Murphy）- ベース、ヴォーカル、ドラム
- パトリック・ペントランド（Patrick Pentland） - ギター、ヴォーカル
- アンドリュー・スコット（Andrew Scott）- ドラム、ヴォーカル、ギター

### サポートメンバー
- グレゴリー・マクドナルド (Gregory Macdonald) - コーラス、キーボード、パーカッション他 (2006年-)

## ディスコグラフィ

### スタジオアルバム
- Smeared （1992年）
- Twice Removed （1994年）
- ワン・コード・トゥ・アナザー One Chord To Another （1996年）
- Navy Blues （1998年）
- Between The Bridges （1999年）
- プリティ・トゥギャザー Pretty Together （2001年）
- アクション・パクト Action Pact （2003年）　日本盤未発売
- Never Hear The End Of It （2006年） 日本盤未発売
- パラレル・プレイ Parallel Play　（2008年）
- The Double Cross　（2011年）
- Commonwealth　（2014年）
- 12　（2018年）
- Steady　（2022年）

### ミニ・アルバム
- Peppermint EP （1992年）
- Hit & Run EP　（2009年）　ネット配信

### ライブ・アルバム
- Four Nights at the Palais Royale （1999年）

### コンピレーション・アルバム
- A Sides Win（2005年）
- B Sides Win（2008年）　ネット配信

## 日本公演
- 1998年

11月
- 1999年

12月11日、12月12日 渋谷CLUB QUATTRO
- 2002年

1月14日 心斎橋CLUB QUATTRO
1月15日 名古屋CLUB QUATTRO
1月16日、1月17日 渋谷CLUB QUATTRO